# いきものがかり吉岡聖恵のオールナイトニッポン
『いきものがかり吉岡聖恵のオールナイトニッポン』（いきものがかりよしおかきよえのオールナイトニッポン）は、ニッポン放送など全国36局で放送されていた深夜ラジオ番組。パーソナリティはいきものがかりのボーカル吉岡聖恵。
ここでは、2008年7月26日および8月30日に放送された『いきものがかり吉岡聖恵のオールナイトニッポンR』についても記述する。

## 概要
2008年11月28日に単発で放送された後、2009年1月9日からオールナイトニッポン金曜枠でレギュラー放送を開始。2010年4月7日の放送より水曜枠に移動した。
2010年12月22日の放送をもってレギュラー放送を終了。その後、2011年6月15日、2016年3月15日、2018年10月22日、2020年1月3日に単発で放送。

## コーナー
ぶってんじゃねぇよ
まわりの「○○ぶっている人（自分の本性を隠して猫をかぶっている人）」がするであろう発言を募集するコーナー。リスナーからの投稿（番組内では「ぶってんメール」「ぶってん」と呼ばれていた）が読まれた後、「ぶってんじゃねぇよ」と言うツッコミSE（効果音）が入る。
第1回放送で話された高校時代の吉岡が黒毛和牛弁当を前に「こんなの食べられなーい」と女の子っぽさを出したところ、吉岡の友人に「ぶってんじゃねぇよ」と言われたエピソードがベース。スタジオの中でこの話が盛り上がったためコーナー化した。
第2回以降のほとんどでオープニングのコーナーとして定着しており、1時の時報とともに始まり、番組のタイトルコールをもって終了する。
コーナーの流れはノーマルぶってんを数本読んだ後、0点川柳 → ぶってんラップ → 小芝居ぶってんの順で1本ずつ読まれていく形である。ぶってんメールの種類は以下の通り。
- ノーマルぶってん：コーナーの趣旨に沿ったシンプルな投稿。
- ダメみつを：大したことのない発言を「○○なんだなあ、みつを」と相田みつを風に重々しく言う。
- 0点川柳：「ここで一句」から始まる男子目線での川柳。「ぶってる」かどうかよりも、「どれだけセンスがないか」「どれだけ人間として0点か」を重きに置いている。大概はエロがテーマになっているが吉岡も気に入っていて「いつか0点川柳SPとかやりたい」と発言していたこともあり、2010年元日と同年9月30日に似た内容が放送された。
- ぶってんラップ：一般投稿者であるRN「農機具」によって開発された「ぶってるラップ」で、「ここで一（ひと）ラップ」から始まる。噛まずに読み切った後に吉岡が喜ぶことがあった。また、「いつかアルバムでやりたい」「ほっち（山下穂尊）作ってくれないかな」と発言したことがある。
- 小芝居ぶってん：吉岡が男女二役を務める小芝居。最後に「ぶってる」ことを言う。

それが1番大自慢
2009年9月の「新コーナー祭り」の際にリスナーから寄せられた新コーナー案をもとにスタートした、リスナーから自慢話を募るコーナー。
メッセージを読み終わった後必ず「それが大事」（大事MANブラザーズバンド）のサビの部分が流れる。
ありっちゃあり
リスナーから様々な男性のタイプを募集し、それを吉岡が「アリ」か「ナシ」を判断するコーナーで、こちらも2009年9月の「新コーナー祭り」の際にリスナーから寄せられた新コーナー案をもとにスタートした。
また、「アリ」「ナシ」の判定の際の「アリアリアリ…」の連呼はエコーに重ねて吉岡（たまにゲストも）が実際にその場で「アリアリアリ…」と連呼する。
気まぐれマロンティック！
いきものがかりの曲「気まぐれロマンティック」にちなみ、リスナーがロマンティックだと思うエピソードを募集。ただし、タイトルの一部が「ロマン」ではなく「マロン」になっているように、内容が世間一般の感覚とずれていることが求められる。
2009年9月以降は行われなかった。
プチせつな
身のまわりで起きたプチ切ない出来事をリスナーから募集するコーナー。
テーマ曲は「越冬つばめ」（森昌子）。
これであなたもテンション高田
コンセプトは「何でも辛いことを乗り切るにはテンションが大事」で、文字通り「テンション高田」（後述）になることを募集するコーナー。
テーマは「ロッキーのテーマ」。
ホトケのきよえ
吉岡がリスナーからの懺悔話を読み、それを吉岡扮する「ホトケのきよえ」が「仏のような広い心で包み込み、浄化していく」コーナーで、番組ホームページでは「皆さんがキヨエちゃんに叱って欲しいことを募集するというもの」ともされていた。通常は懺悔のメールを読み進める内に怒りがたまって「ホトケ」が最後の回答の途中でドSキャラとなり突然怒り出す（BGMも切り替わり、流れるのはスタン・ハンセンのテーマ「サンライズ」）が、2009年3月頃から怒り出す代わりに姑もしくはおばあちゃんキャラになったり（このときは『渡る世間は鬼ばかり』のテーマ曲が流れる）、スナックのママキャラになったりして当初のコンセプトから離れるパターンがあり、水曜移動後は渡鬼のパターンが定着した。
形としては「吉岡とは別人」のため、登場の時はドアの開閉音がブース内に響き吉岡がホトケを出迎えるという設定である。
ホトケの顔に関して水野からは「顔が物凄いことになってる」、川島海荷からは「直視できない」などと言われており、本人も「もはやスタッフさんが（投稿云々ではなく）この顔で笑ってる」「いつかDVDに収録してお見せしたい」と語っており、実際にライブのMCでホトケの顔を披露したこともある。また、リスナーからも「怒ったときの聖恵ちゃんが怖い」という意見が番組へのメールや吉岡のブログへの書き込みという形で大量に寄せられていることが番組内で紹介された。
番組中期からホトケが懺悔話を読む前に｢One to question!」と題してホトケの素性などに関するリスナーからの質問に答えることがあった。
「ファンといきものがかりがハイタッチをして別れる」という企画のときに、「生ホトケ！」と言われて「ホー…」と声を高くしかけたときにはそのファンがすでに遠くに行ってしまっていたことがある。
番組最終回では京都の三十三間堂に向うため新幹線に乗り込むホトケを吉岡が見送った。
2時になると吉岡が「吉岡聖恵が2時をお知らせします」（もしくは「吉岡聖恵が2時をお知らせしました」）と言うことがあったが、コーナー中に2時を迎えた場合は「吉岡聖恵」の部分が「ホトケのきよえ」となっていた。
誰かに話したくなる話
文字通り、明日学校や職場で話したくなる雑学を募集するコーナー。
企画自体は2009年9月に持ち上がっていたが、2010年1月22日の放送で秦基博がゲストで登場したのを機にスタート。
絆チェックテレフォン
稀に吉岡の気まぐれで行われた。詳しくは後述の単発放送時代を参照。
キヨエシアター
高校時代に放送部だった吉岡（本人は元ミス放送部と話している）が、ナレーションを含めた全ての役を一人で演じる朗読劇。単発時代からのコーナーで、劇のあとはストーリーに関連した曲がOAされる。
当初は番組側が制作したものを朗読していたが、2009年1月16日の放送分以降はリスナーが考案したシナリオを使用。
2009年2月20日・4月17日・4月24日の放送ではゲストも特別参加した。
レギュラー放送のこのコーナーで使われた曲は以下の通り。
弾き語り
吉岡がギターで弾き語りを披露するコーナー。単発放送から引き続き行われていたコーナーで、レギュラー放送では金曜時代のみ行われていた。
2009年2月20日、2010年1月22日はゲストの秦基博と、2009年4月17日はメンバー2人とのセッションを行った。レギュラー放送のこのコーナーで弾き語りされた曲は以下の通り。演奏曲は原曲が洋楽の「デイ・ドリーム・ビリーバー」を除いて全て日本人ミュージシャンの楽曲で、特にスピッツの楽曲がたびたび演奏されていた。
ニッポン放送から贈られたオオクワガタを､「いきものがかり」の名に恥じぬよう育てるコーナー。
正式なコーナーというわけではないが、番組初期の毎週エンディング直前に「今週のクワガッタガッタダイアリー」と称してオオクワガタ3匹の近況報告が行われていた。オオクワガタの待受画像をニッポン放送モバイルでダウンロードできる。
3匹の名前は以下の通り。
| 名前       | 備考 |
| ---------- | --- |
| きよA      | 番組放送初回から候補に挙がっていた名前で、リスナーからの公募で決定。                                       |
| かぶとむし | クワガタの成長を祈願するメッセージがaikoから送られたため、aikoの楽曲「カブトムシ」にちなんで名付けられた。 |
| 桑田       | クワガタの「クワ」に由来しており、吉岡曰く「桑田佳祐のような大物になってほしい」とのこと。                 |
でびゅー
番組が水曜日に引っ越してきたのを機に、吉岡に「デビュー」して欲しいものを募集する。
水曜日放送開始5週間の限定企画となった。

## 歴史

### 2009年
- 1月9日： 第1回放送終了後に次の番組（当時）であるオリエンタルラジオのオールナイトニッポンRの冒頭に吉岡が飛び入り出演した。
- 1月30日： 特別番組「堤幸彦と浦沢直樹のオールナイトニッポン〜20世紀少年第2章スペシャル〜」のため番組が休止。
- 2月6日： 当日マネージャーが研修でハワイに行っていたということで「真冬のハワイスペシャル in TOKYO」と題して放送。現地時間の朝にあたるにもかかわらず、マネージャーへの生電話を3度にわたって行った。またスタジオ内に椰子の木を持ち込んだり、2月であるにもかかわらず夏をイメージさせる曲（「夏空グラフィティ」「HANABI」（いきものがかり）、「夏色」（ゆず）、「LIFE」（キマグレン）など）を流したりして南国情緒を演出、フィラー音楽も通常使用しているものとは異なる南国風のものに差し替えた。
- 2月20日： 番組初のゲストとして秦基博が登場。
- 2月27日： 吉岡の誕生日（吉岡は2月29日生まれ）を祝ってスタッフからはケーキが、水野と山下からはメッセージが送られた。
- 3月13日： ダイヤ改正に伴いこの日をもって東京駅を発着するブルートレインの「富士」・「はやぶさ」が廃止となるのを受けて、ブルートレインに関するメッセージの紹介や実際に最終列車に乗車しているリスナーへの逆電を行った。また番組内では「心の旅」（チューリップ）、「KIRA★KIRA★TRAIN」（いきものがかり）、「TRAIN-TRAIN」（THE BLUE HEARTS）といった鉄道や旅に関連した曲を流し、番組終了直前には機関車の汽笛が流された。
- 4月3日： いきものがかりのツアースケジュールの関係で皆生温泉（鳥取県米子市）の旅館から生放送を実施。旅館の若女将の女性も番組に参加したほか、この旅館の経営者が歌う皆生温泉のテーマソングが翌週の放送でOAされた。
- 4月17日： ゲストにいきものがかりの水野良樹と山下穂尊が登場。
- 5月29日： いきものがかりの新曲「ふたり」の発売に合わせ、前年11月の特番でも実施した（詳しくは後述）「ふたり・絆テレフォン」を約半年ぶりに実施。放送時水野は睡眠中で山下は自宅で酒を飲んでいたが、どちらも電話に出た。
- 6月5日： ディレクターの森岡が営業へ配置転換となることから、森岡へのメッセージなどを受け付けた。また、番組の後半で競輪選手の伏見俊昭が登場。
- 6月19日： 「ひとり紅白歌合戦」と題して吉岡が「抱きしめたい」（Mr.Children）、「CHE.R.RY」（YUI）、「TSUNAMI」（サザンオールスターズ）、「時代」（中島みゆき）を歌唱。
- 7月24日： 放送中に大沢あかねが乱入出演。
- 8月14日： 放送翌日広島市民球場で行なわれる音楽イベントに出演する関係で、広島市内のお好み焼き屋から生放送を実施。同一のイベントに出演する秦基博が2回目の登場。
- 9月11日： リスナーから新コーナーの案を募る「新コーナー祭り」を開催。最終的に「それが1番大自慢」と「ありっちゃあり」の2コーナーが採用となり、翌週から正式にスタートした。なお、この日はゲストにしにものぐるいが来ている。
- 10月2日： ゲストにオリエンタルラジオが登場。
- 10月23日： ゲストに大沢あかねが2回目の登場。
- 12月18日： ゲストにハリセンボンが登場。
- 12月25日： ゲストに水野良樹と山下穂尊が2回目の登場。

### 2010年
- 1月1日： 元日も通常通り放送されたが、放送または公式ホームページの内容から09年12月末に録音をしたものが放送された。
- 1月15日： 特別番組「赤西仁と小林武史のオールナイトニッポン」の放送に伴い休止。
- 1月22日： 秦基博が3回目の登場。
- 2月19日： 「アフターバレンタイン、ラブソング歌いまくりスペシャル」と題して、吉岡が「いつか」（ゆず）、「カブトムシ」（aiko）、「One more time, One more chance」（山崎まさよし）、「コイスルオトメ」（いきものがかり）を歌唱。
- 2月26日： ゲストに平岡祐太が登場。
- 2月の聴取率調査では時間帯トップを記録した[5]。
- 3月5日： 日本アカデミー賞の特番のため休止。
- 3月12日： ゲストに仲里依紗が登場。また、番組が4月より水曜の同時間に移動することが正式に発表された。
- 3月26日： 金曜日では最後の放送。
- 4月7日：　水曜日初めての放送。
- 4月21日： ゲストにオードリーが登場。
- 6月23日： ゲストに次長課長が登場。
- 7月14日： 「小栗旬のオールナイトニッポン」放送のため休止。
- 7月21日： ゲストに中越典子が登場。
- 8月25日： ゲストに川島海荷が登場。
- 9月1日： 「ナオト・インティライミのオールナイトニッポン オールナイトニッポンLIVEスペシャル」放送のため休止。
- 10月13日： 秦基博が4回目の登場。
- 10月20日： 狩野英孝と井上裕介（NON STYLE）が登場。
- 11月3日： 「ベストアルバム発売記念スペシャル」と称して、ゲストに水野良樹と山下穂尊が3回目の登場。
- 11月17日： 「倉木麻衣のオールナイトニッポン」放送のため休止。
- 11月24日： 大阪からの生放送。初めてグループの活動休止報道について触れ、水野と同様にこの報道を否定した（報道当日の11月10日は触れられなかった）。
- 12月8日：12月22日の放送をもって番組を終了すると発表した。
- 12月22日：番組最終回。テーマは「最終回に言うことじゃないかもしれませんが…」。岡村隆史（ナインティナイン）から寄せられたコメントが流された。番組は中盤まで普段通りの進行がされたが、終盤に吉岡が番組への思いを書いた文書を涙ぐみながら読み上げた。

### 2011年
- 6月15日：一夜限りの復活で、オールナイトニッポンRから数えると通算100回目の放送となる。ゲストに水野良樹と山下穂尊が出演、いきものがかりのメディア生出演は同年元日の「CDTV年越しプレミアライブ 2010→2011」（TBSテレビ）以来となる。

### 2016年
- 3月15日：一夜限りの復活で、オールナイトニッポンRから数えると通算101回目の放送となる。ゲストに水野良樹と山下穂尊が出演、ベストアルバム『超いきものばかり〜てんねん記念メンバーズBESTセレクション〜』の発売を記念したもの。レギュラー時代のコーナーからは「ぶってんじゃねぇよ」と「ホトケのきよえ」が実施された。

### 2018年
- 10月22日：一夜限りの復活で、オールナイトニッポンRから数えると通算102回目の放送となる。カバーアルバム『うたいろ』の発売を記念したもの。レギュラー時代のコーナーからは「ぶってんじゃねぇよ」、「これであなたもテンション高田」、「ホトケのきよえ」が実施された。

### 2020年
- 1月3日：一夜限りの復活で、オールナイトニッポンRから数えると通算103回目の放送となる。アルバム『WE DO』の発売を記念したもの。レギュラー時代のコーナーからは「ぶってんじゃねぇよ」、「これであなたもテンション高田」、「ホトケのきよえ」が実施された。

## ゲスト

### 2009年
- 2月20日：秦基博

秦は前述の「弾き語り」で挙げた2曲のほか、自身の曲「朝が来る前に」を弾き語りで披露した。また「キヨエシアター」にも特別参加した。
- 4月17日：水野良樹、山下穂尊

2人がゲスト出演することは登場する直前まで伏せられていた。いわゆるシークレットゲストである。
「ホトケのきよえ」ではゲストのメンバー2人が副音声のような形で参加し、最後に2人の懺悔を聞き浄化した（この際、水野の懺悔が吉岡に関するものだった上に「絡みづらい」などと言われたため、ホトケが本人の代わりとして2人に怒った）。また、放送中にオールナイトニッポンのテーマ曲「BITTERSWEET SAMBA」に乗せてこの2人だけで喋る枠が設けられたが、結局最後まで話が展開しなかった。
- 4月24日：ゆず

ゆずの新曲「逢いたい」にちなみ「答えが合いたいクイズ！」というコーナーを行なったほか、吉岡がゆずとの出会い・新曲への思いなどを語った。本人が「2000年代に入って一番のテンパり」と言う通り憧れの二人を前に緊張をしてしまいうまく進行ができず、ゆずが帰った後放送中にもかかわらず悔しさのあまり号泣するハプニングがおこった。
- 6月5日：伏見俊昭

スタジオの見学に訪れたということで番組終盤に出演。いきものがかりのコンサートを度々訪れていて、この年のツアーにも郡山市や厚木市で行われた公演に参加したことや、レース前に「気まぐれロマンティック」を聴いて気持ちを高めていることなどを明かした。
- 6月12日：ゆず

上記の放送に続き2ヶ月ぶりの登場で、ゆずの新曲「いちご」を音楽雑誌の関係者などに先駆けて初公開したほか、「草食系人生相談」と題してゆずの2人が草食系の悩みに答えることになっていたが、実際には相談と関係ない方向に話がそれてしまうことが多かった。今回の放送は前回のリベンジとされていたが、今回の自己評価は48点とのこと。
- 7月24日：大沢あかね

番組の途中に突然スタジオに登場。大沢はニッポン放送で放送される自身の番組大沢あかねのハイジャンプ・レディオ!を宣伝する権利をかけたビートたけしのものまね対決を吉岡に申し込み、吉岡がこれに応じた。番組スタッフの審査の結果大沢が勝利したので、大沢は45秒間の番組宣伝を行い去っていった。
- 8月14日：秦基博

お好み焼きを食べる権利をかけて吉岡とともにクイズに挑戦したが、全問不正解に終わった。
- 9月11日：しにものぐるい

新曲の宣伝に登場。
- 10月2日：オリエンタルラジオ

ザ!!トラベラーズのシングル「HOME TOWN」のプロモーションで登場。オリエンタルラジオのオールナイトニッポンRの話題や、「ありっちゃあり」の女性版としてリスナーから送られてきた女性の行動をオリエンタルラジオの2人が「アリ」か「ナシ」で判断した。
- 10月23日：大沢あかね

「ありっちゃあり」の拡大版を大沢とともに放送。
- 12月18日：ハリセンボン

「オールナイトニッポン歳末謝恩お笑いウィーク」の最終日のゲストとして登場。吉岡と「キュンキュンフレーズ」（相手をきゅんとさせるフレーズ）「モノマネ」「糸通し」の3本勝負を行い勝利した。また、近藤はことあるごとに吉岡から持ちネタである「○○じゃねぇよ!」と振られ、最後にはリスナーの投稿から「カールじいさんじゃねぇよ！」と言う新ネタが誕生した。
- 12月25日：水野良樹、山下穂尊

前回同様シークレットゲストとして出演した。

### 2010年
- 1月22日：秦基博

3度目の出演でいきものがかりのメンバー2人を差しおいて番組最多出演者となった。「ありっちゃあり」の女性版と「アイ」の生歌、吉岡との「朝が来る前に」と「YELL」のセッションを行った。
- 2月26日：平岡祐太

「平岡祐太さんの心を揺さぶるフレーズ選手権」(内容は上記の「キュンキュンフレーズ」と似たようなもの)を行った。
- 3月12日：仲里依紗

映画「時をかける少女」の主題歌及び挿入歌をいきものがかりが歌ったことから、主演の仲里依紗が登場し「仲里依紗の心を揺さぶるフレーズ選手権」を行った。しかしどの投稿も仲の心を揺さぶることができず、単に仲が引いただけに終わった。
- 4月21日：オードリー

「春の新生活応援!人見知り脱出大作戦スペシャル」に登場。若林は水野とアドレスを交換し合った仲だが、お互い恐縮しあって飲みに誘うきっかけを見いだせていない現状を憂いた吉岡の勧めで放送中に水野とメールのやり取りをしたが、水野からの返信が春日の話の腰を折るタイミングで来たため、吉岡に「イニシャルはMYだけど、（水野は）KYだ！」と怒られた。また、若林は（水野と）5月中には飲みに行くと宣言、吉岡も番組で随時報告するとしたがそれ以降は本当に飲みに行ったのかどうかは触れられず、その後若林は2011年5月29日放送の『笑っていいとも!増刊号』にて水野と2人きりでまだ会ったことがないと語った。
- 6月23日：次長課長

「脱出シリーズ第二弾!ピンチ脱出大作戦スペシャル」に登場。学生リスナー中心の悩み相談と河本のタンバリンと吉岡のコラボ（「じょいふる」）を披露したが、河本は吉岡に歌ってもらうことに恐縮し、井上からは「タンバリンやめろや！歌聴きたいねん！って思う」と言われ、これには河本も同調していた。
- 7月21日：中越典子

事務所の先輩である中越を迎えて「これであなたもテンション高田」の中越バージョンを放送。「中越さんをテンション高田にするメール」を募集したが、吉岡の顔芸に中越が爆笑しただけに終わった。
- 8月25日：川島海荷

「検証!川島海荷、○○説!」を放送したほか、川島によるこの日限定のジングルも放送された。当時、川島はまだ高校生（当時16歳）であり、労働基準法規定のため川島の出演部分のみ録音し、それ以外の部分を生放送した。
前週の放送で吉岡が川島について「肌がイカみたいな白さ」と表現したためスタジオにイカ刺しが用意されたが川島はイカが嫌いであったため、イカ刺しを前にして顔が引きつっていたとのこと。
- 10月13日：秦基博

4回目の登場で最多記録を更新。「テンション高田」の秦バージョンを放送した。
- 10月20日：狩野英孝、井上裕介(NON STYLE)

秋のスペシャルウィーク企画「芸能界パッスィリーNo.1決定戦」に登場、どちらがより「パッスィリー」かについてトークした。「自分はどちらかというと前に出ていくタイプじゃない」と言う狩野に対して井上は普段通りのナルシストぶりを発揮したため、リスナーから「誰か井上を鉄パイプで殴ってください」「井上にパイプ椅子を！」といったメールが届き、吉岡に「普段うちのリスナー、こんな危険なメール送ってこない」と言われた。最終的に井上が芸能界No.1パッスィリーに選ばれた。
- 11月3日：水野良樹、山下穂尊

前週からシークレットゲストとして伏せていたが、暗にメンバーが来ると触れた上で番組冒頭から登場。前半は吉岡と山下がスタジオから放送、水野は都内某所のCDショップからベストアルバムの売上状況をレポート、自身も購入した。番組後半で水野がスタジオに合流し、当日のアルバム発売イベント（エプソン 品川アクアスタジアムでのイルカショー）についてトークした。

### 2011年
- 6月15日：水野良樹、山下穂尊

レギュラー時代から数えると4回目のゲスト出演で、秦基博と並んで1位タイとなった。

### 2016年
- 3月15日：水野良樹、山下穂尊

レギュラー時代から数えると5回目のゲスト出演で最多記録を更新。

## 番組内用語
- きょんばんは

番組冒頭で使用されていた挨拶。「こ」が「きょ」になっているのは、吉岡によると「きよえ」の「きよ」をアピールするためとのこと。その他「きょんな感じで…」などというフレーズも使用されていた。
- テンション高田

後述参照。
- 察してください、察して放送

放送が録音であることの婉曲表現。ツアー期間中の放送によく使われ、「今日（OA当日）の天気と野球の結果は…、言えません!」「ライブがどれだけ盛り上がったかは、話せません!」「大予想になってしまうから!」などの言葉も付くことがあった。
- パッスィリー

吉岡が友人の結婚式に出席した際、結婚式の会場に向かう送迎車の中で一緒になった男性。
吉岡がその男性のイメージを『探偵物語』の松田優作のように、「ぶっきらぼうで愛想が悪く生まれたときから自然にかっこつけている（他人によく見てもらおうとする）ような人」と捉え、そこから流された『探偵物語』の主題歌「Bad City」（SHŌGUN）のサビの部分が「パッスィリー」と聞こえたことに由来する。
正式なコーナー名は無いがリスナーから送られた「パッスィリー」な人を見かけた情報（タレントの発言も可）を吉岡が読み、「パッスィリー」かどうかを判定していた。
- ○○ネーム

吉岡がラジオネームを言い換えた表現で、「きよえネーム」「チャンキヨネーム」を主に使用した。

## ジングル
きよきよジャンケン
「ジャカジャカジャンケン」のもじり。「きよきよジャンケン、行っくよ〜！」のかけ声の後に「きよきよき、きよきよき、きよきよきよきよジャンケンポン！」と言ってからジャンケンをする。
バラク・オバマ大統領
アメリカ合衆国大統領バラク・オバマの演説「Yes, we can」をもじり、「Yes, Kiyoe can」を連呼する。
テンション高田
「このラジオを聴くときには、テンションを高くしてから聴いてください」と始まり、「ニッポン放送をキーステーションに、全国36局ネットで放送中！いきものがかり吉岡聖恵のオールナイトニッポン！」と声を張って述べた後、「テンション高田！」と叫ぶ。この「テンション高田」はリスナーから「合コンでテンションが高い人はテンション高田と呼ばれる」という投稿が送られたことが由来。ジングルのみでなく、フリートーク内でもたびたび使われていた。イントロは「プギヴギ」。なお、対義語は「やる気でんじろう」。派生形に「調子ノリスケ」、「コンディション吉田」、「テク有田」。
ビートきよえ
吉岡がビートたけしの物まねをする。またこのときに限りタイトルコールが「いきものがかり、ビートきよえのオールナイトニッポン」となっている。
吉岡聖恵の物まね出たとこ勝負
ランダムに選ばれたお題の芸能人の物まねをする。番組中で他の芸能人に似ていることに気づくこともある。ハリセンボンとの三番勝負ではこの対決が行なわれた。
セクシーカメラマン
吉岡が出会ったある女性カメラマンの口調を真似たもの。色っぽく「いいよー、いいよー、ふわーっと、ふわーっと」と言う。2010年（寅年）の年始では「ふわーっと」が「とらーっと」に変わった。また、同年のいきものがかりの全国ツアー期間中は「47都道府県撮りまくりスペシャル」と題して各都道府県に沿ったジングルになり（「さいたま〜っと」、「しが〜っと」など）、リスナーにその都道府県に関する情報を募集していた（沖縄県で終了）。
2010年3月12日放送回でゲスト出演していた仲里依紗の前で披露したが、仲に引かれて吉岡がショックを受けたこともあった。レギュラー放送最終回ではカメラマン本人がサプライズで登場し、吉岡のモノマネを評価した。
おバカキャラ
おバカ口調で番組タイトルを読むがまともに読めない。これを3回ほど繰り返し正しい文を言った後、「これが正解！」と言う。
お引越し
水曜に引っ越してきたことを「象さんが好きです、でもキリンさんがもっと好きです、黒猫さんも、飛脚さんも好きです!」とアピールしまくる。2010年4月のみ使用。
相撲
突然吉岡が行司になり一番を取り仕切る。
宇宙旅行
吉岡がUFOで宇宙旅行をしている設定で、喉を叩いた声で番組のタイトルコールをする。
セミ
吉岡がセミになりきり、「ほっし〜よ、ほっし〜よ、ほっし〜よ、わ〜！」と繰り返す（本人曰く「そう聞こえる」）。夏のみ使用されるジングルであった。
暑中見舞い
夏の間「きよきよジャンケン」の代わりに使用される。いくつかのテイク違いがあった。
FM
FMラジオの歌番組のDJのようなテンションとリズムで吉岡がタイトルコールをするも、「チェケラ！」（Check it up!）「エンモー！」（And more...）などもはや死語とも言える一昔前の言葉を連発する。吉岡曰く「『チェケラ！』は一生で一回は言ってみたい」。
茜色の約束、かげぼうし
シンプルに番組のタイトルをコールする。ただし「茜色の約束」はジングルの文言に「生放送」が入っているので「察さないといけない」ときは当然使われなかった。
使用ジングルはランダムだが、エンディングは「花は桜 君は美し」のアウトロを使ったもので固定されていた。

## 特別番組による休止
- 2009年1月30日： 「堤幸彦と浦沢直樹のオールナイトニッポン」（映画「20世紀少年」の宣伝）
- 2010年1月15日： 「赤西仁と小林武史のオールナイトニッポン」（映画「BANDAGE バンデイジ」の宣伝）
- 2010年3月5日： 「綾瀬はるかのオールナイトニッポン」（日本アカデミー賞の特番。綾瀬は番組途中までの出演）
- 2010年7月14日： 「小栗旬のオールナイトニッポン」（映画「シュアリー・サムデイ」の宣伝）
- 2010年9月1日： 「ナオト・インティライミのオールナイトニッポン オールナイトニッポンLIVEスペシャル」
- 2010年11月17日： 「倉木麻衣のオールナイトニッポン」

## エンディングテーマ
パーソナリティである自身の曲を使用していた。
- いきものがかり「帰りたくなったよ」（2009年1月9日 - ） 
  - いきものがかりの新曲がリリースされた週は原則的に新曲がエンディングテーマとなっており、使用された曲は以下の通りである。

「ふたり」（2009年5月29日）
「ホタルノヒカリ」（2009年7月17日）
「YELL」（2009年9月25日・12月25日）
「なくもんか」（2009年11月13日）
「ノスタルジア」（2010年3月12日）
「ありがとう」（2010年5月5日）
「キミがいる」（2010年8月4日）
「笑ってたいんだ」（2011年6月15日）

## スタッフ
- プロデューサー：宅野淳（通称テクノさん）
- ディレクター：森岡大祐（通称中年モリオサック、番組開始 - 2009年6月5日）

松尾紀明（通称芭蕉さん、2009年6月12日 - 2010年6月23日）
生江龍太郎（通称Mr.ネーム、2010年6月30日 - 番組終了）
- 構成作家：高井均（通称ピトくん）
- サブ作家：福田卓也（通称ダーフク）
- ミキサー：清水伸之（番組開始 - 2010年6月23日）